# Kummelnäs båtvarv
Ej att förväxla med Kummelnäs varv

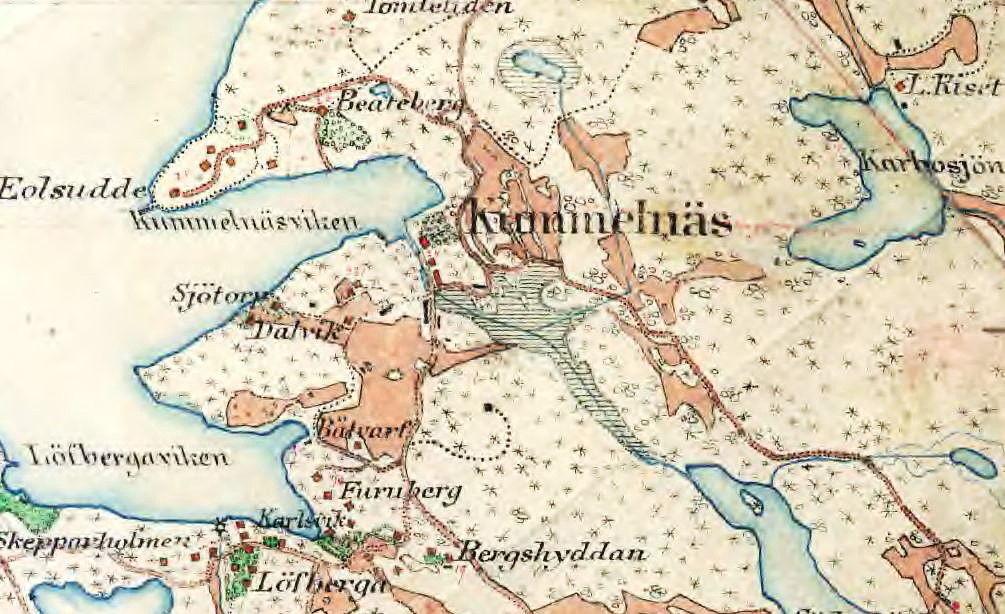
Kummelnäs på Häradsekonomiska kartan 1900, med båtvarvet i nedre vänstra delen

Kummelnäs båtvarv var ett svenskt segelyacht- och småbåtsvarv vid  Lövbergaviken i Kummelnäs i Saltsjö-Boo.
Varvet grundades 1877 av Henning Smith, vars mor Charlotta Smith då ägde Kummelnäs gård. Han drev varvet till sin död 1923. Det lades ned 1930.
Henning Smith var också båtkonstruktör. En av hans ritade segelyachter var S/Y Edda, som varvet byggde 1886 som lottbåt för Gefle Segel Sällskap.
Senare båtkonstruktören och varvsägaren August Plym började sin karriär inom branschen som lärling på Kummelnäs varv 1880.